# Руміра
Руміра (Луміла) — озеро, розташоване на території Руанди, Східна провінція; поруч розташовані озера Бірара, Муґесера, Саке. Знаходиться за 3 км від містечка Ґашора, район Бугесера. Неподалік знаходиться населений пункт Рвібікара.